# Pol’and’Rock Festival
Pol’and’Rock Festival, tot 2017 genaamd Przystanek Woodstock ("Station Woodstock"), is sinds 1995 een jaarlijks terugkerend gratis rockfestival in Polen. Sinds 2004 wordt het festival gehouden in Kostrzyn nad Odrą. Voorheen vond het plaats in Żary, Szczecin, Lębork en Czymanowo. De editie van 2009 trok naar schatting 450.000 bezoekers, in 2011 waren er 700.000. Volgens de organisatoren is Przystanek Woodstock het grootste openluchtfestival van Europa.
Het festival wordt georganiseerd door Wielka Orkiestra Świątecznej Pomocy ("Groot orkest van Kersthulp"), een Pools goed doel dat eens per jaar nationaal collecteert voor technologische moderniseringen in ziekenhuizen. Om de donateurs te bedanken bedacht Jerzy Owsiak, de oprichter van het goede doel, het festival.